# Kurumamichi (métro de Nagoya)
Kurumamichi (車道駅, Kurumamichi-eki) est une station du métro de Nagoya sur la ligne Sakura-dōri dans l'arrondissement de Higashi à Nagoya.

## Situation sur le réseau
La station Kurumamichi est située au point kilométrique (PK) 5,3 de la ligne Sakura-dōri.

## Histoire
La station a été inaugurée le 10 septembre 1989.

## Services aux voyageurs

### Accès et accueil
La station est ouverte tous les jours.

### Desserte

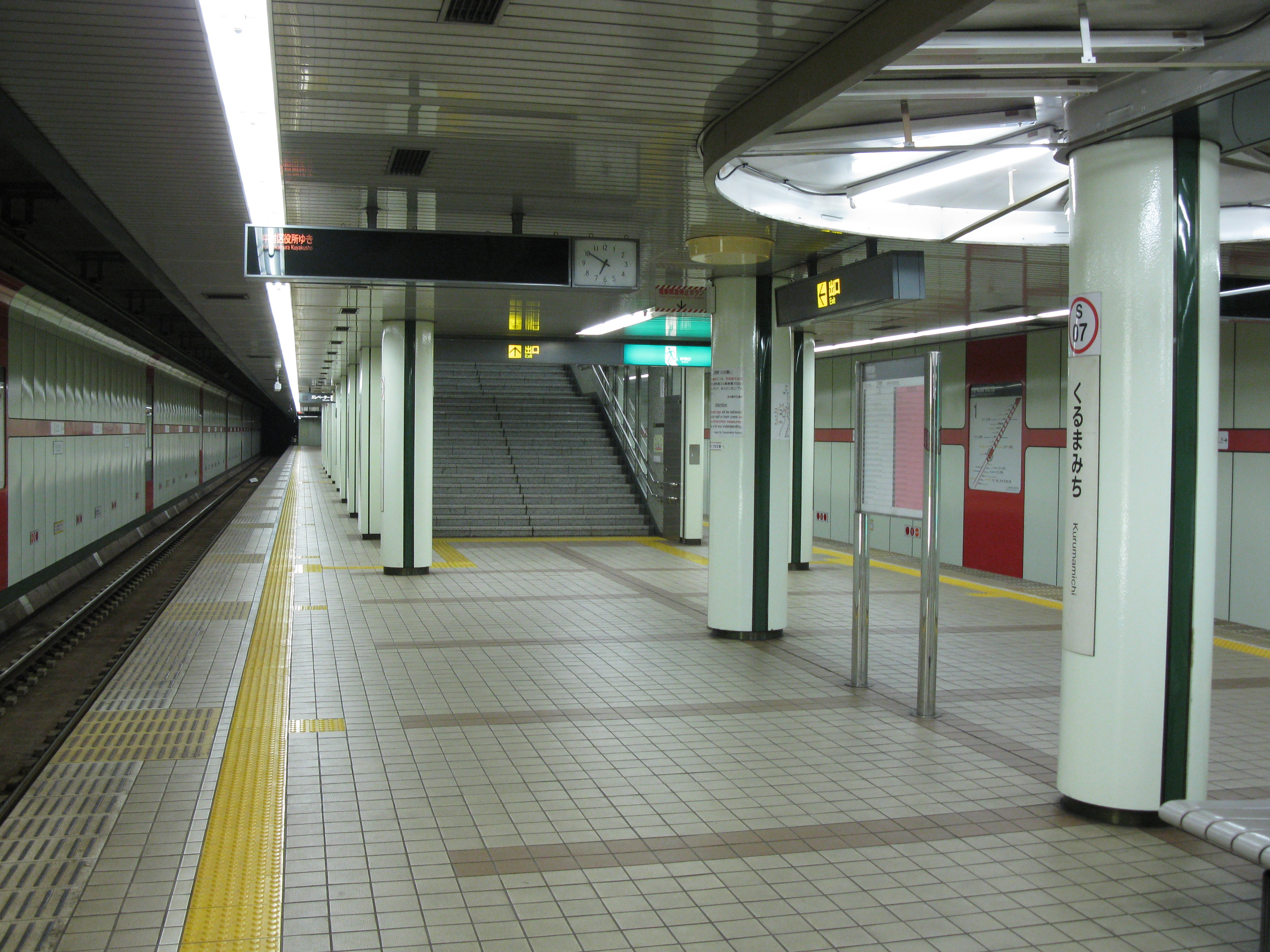
Vue du quai de la station

- Ligne Sakura-dōri :
  - voie 1 : direction Tokushige
  - voie 2 : direction Taiko-dori